# The Sims Resource
The Sims Resource (thường viết tắt là TSR) là trang web nội dung tùy chỉnh của The Sims chuyên cung cấp nội dung tùy chỉnh cho tất cả các phiên bản thuộc dòng game này có thể được tải xuống nhằm mục đích thay đổi hoặc mở rộng trò chơi. Trang web này cung cấp khá nhiều loại đồ nội thất, kiểu tóc, quần áo, khu dân cư đều được phép tải về miễn phí và sử dụng trong game. The Sims Resource do một nhóm người chơi gồm có Steve Bonham, Thomas Isacsson, Johan Isacsson, Jan Isacsson và Mikeal Sundberg lập ra vào năm 1999 bắt nguồn từ chuyện họ cảm thấy mệt mỏi với những hạn chế do những nhà sáng tạo The Sims chính thức đặt ra.
Tính đến thời điểm hiện tại, The Sims Resource đã có hơn 1 triệu vật thể bao gồm sàn nhà, tường, đồ vật, quần áo, tóc và trang điểm tùy chỉnh tải về dùng cho The Sims, The Sims 2, The Sims 3 và The Sims 4. Tính đến năm 2010, trang web có tới 2,2 triệu thành viên và khoảng 680 ngàn bản mod.
Ngày 7 tháng 1 năm 2019, hãng Enthusiast Gaming Holdings Inc. đã thông báo rằng họ sẽ mua lại The Sims Resource. Bản thỏa thuận dứt khoát được ký kết vào ngày 3 tháng 1 năm 2019 giúp công ty này sở hữu 100% tài sản của The Sims Resource từ Generatorhallen AB và IBIBI HB. Ngày 15 tháng 4 năm 2019, Enthusiast Gaming Holdings Inc.thông báo đã hoàn tất việc mua lại 100% tài sản của The Sims Resource. Đối với Enthusiast thì The Sims Resource được coi là một trong những thương vụ mua lại lớn nhất cho đến nay.
Tính đến tháng 12 năm 2020, The Sims Resource có hơn 2,0 triệu người dùng hàng tháng, hơn 1 triệu tác phẩm đã tải lên và hơn 8,5 triệu lượt truy cập hàng tháng vào trang web. Nội dung tùy chỉnh và bản mod tiếp tục được cung cấp miễn phí trên trang web bất kể khách truy cập có phải là thành viên của trang này hay không. Những thành viên tạo tài khoản được hưởng lợi ít hơn 33% thời gian chờ đợi (15 giây so với 10 giây), truy cập vào cơ chế tìm kiếm và bộ lọc nâng cao, tạo hồ sơ riêng, khả năng chia sẻ sáng tạo/câu chuyện/ảnh chụp màn hình và theo dõi những tay nghệ sĩ yêu thích của mình. Thành viên đăng ký VIP nhận được tất cả đặc quyền của tài khoản cộng với đặc quyền bổ sung bao gồm duyệt web không có quảng cáo, tùy chọn tải xuống nhanh hơn và thuận tiện hơn bao gồm trình tải về và trình quản lý nội dung tùy chỉnh, lịch sử tải về, cuộn vô hạn và kênh Discord dùng để nói chuyện trực tiếp với cộng đồng nghệ sĩ của người dùng.